# Ariane Gélinas
 (juillet 2024).
Pour les articles homonymes, voir Gélinas.
Ariane Gélinas, née le 29 novembre 1984 à Grandes-Piles, est une romancière québécoise francophone de fantastique. Elle est lauréate du prix Arts-Excellence, du prix Jacques-Brossard et du prix Aurora-Boréal de la meilleure nouvelle.

## Biographie
Ariane Gélinas a vécu à Grandes-Piles pendant son enfance jusqu'à douze ans. Elle a ensuite habité à Grand-Mère jusqu'à dix-sept ans. Elle est diplômée d'études collégiales en 2006. Elle obtient son baccalauréat (équivalent d'une licence en France) en 2009, et sa maîtrise de lettres (équivalent du Master 2 en France) en 2011.
Depuis 2015, elle travaille dans la maison d'édition Le Sabord en tant que directrice littéraire, et collabore au magazine Brins d'éternité.
Elle a écrit de nombreuses nouvelles et plusieurs romans. La série Les Villages assoupis, qui l'a fait connaître au grand public, évoque des crimes commis dans des villages abandonnés du Québec. Les trois romans du cycle n'ont pas les mêmes personnages principaux, mais ces personnages sont face à la résurgence de forces mystérieuses venues d'un lointain passé, liées à la folie et à des mythes amérindiens.

## Œuvre

### Nouvelles et recueils de nouvelles
Liste non exhaustive.
- La fille de Tantale (2009)
- Lupercalia (2010), en collaboration avec Mathieu Fortin, Guillaume Voisine, Pascale Raud, Philippe-Aubert Côté, Solaris no 173
- Dérives au bord de minuit (2013)
- En attendant Ahmès-Néfertary (2014)
- L'Enfant sans visage, novella, éditions XYZ, coll. Kompak, 2011, prix Aurora-Boréal de la meilleure nouvelle 2012
- Le Sabbat des éphémères, recueil de nouvelles, éd. Les Six Brumes, 2013
- Freyja, nouvelle dans le recueil de nouvelles horrifiques Horrificorama, éd. Les Six Brumes, 2017.
- Criminelles, Recueil de nouvelles en collaboration avec Maureen Martineau, éd. Alire, 2021.

### Romans
- Série Les Villages assoupis, éd. Marchand de feuilles, coll. Lycanthrope :
  - Tome 1 : Transtaïga, 2012, prix Jacques-Brossard 2013 et prix Aurora-Boréal du meilleur roman 2013.
  - Tome 2 : L'Île aux naufrages, 2013, prix Aurora-Boréal du meilleur roman 2014.
  - Tome 3 : Escalana, 2014.
- Les Cendres de Sedna, éd. Alire, coll. GF 53, 2016.
- Quelques battements d'ailes avant la nuit, éd. Alire, mars 2019.
- L'envers des forêts, éd. Alire, mars 2024.